# جان فاغنر (منافس ألعاب قوى)
جان فاغنر (بالفرنسية: Jean Wagner)‏ هو منافس ألعاب قوى لوكسمبورغي، ولد في 28 ديسمبر 1905 في مدينة لوكسمبورغ في لوكسمبورغ، وتوفي بنفس المكان في 24 فبراير 1978.

## وصلات خارجية
- جان فاغنر على موقع أوليمبيديا (الإنجليزية)